# Lukiškės-Gefängnis

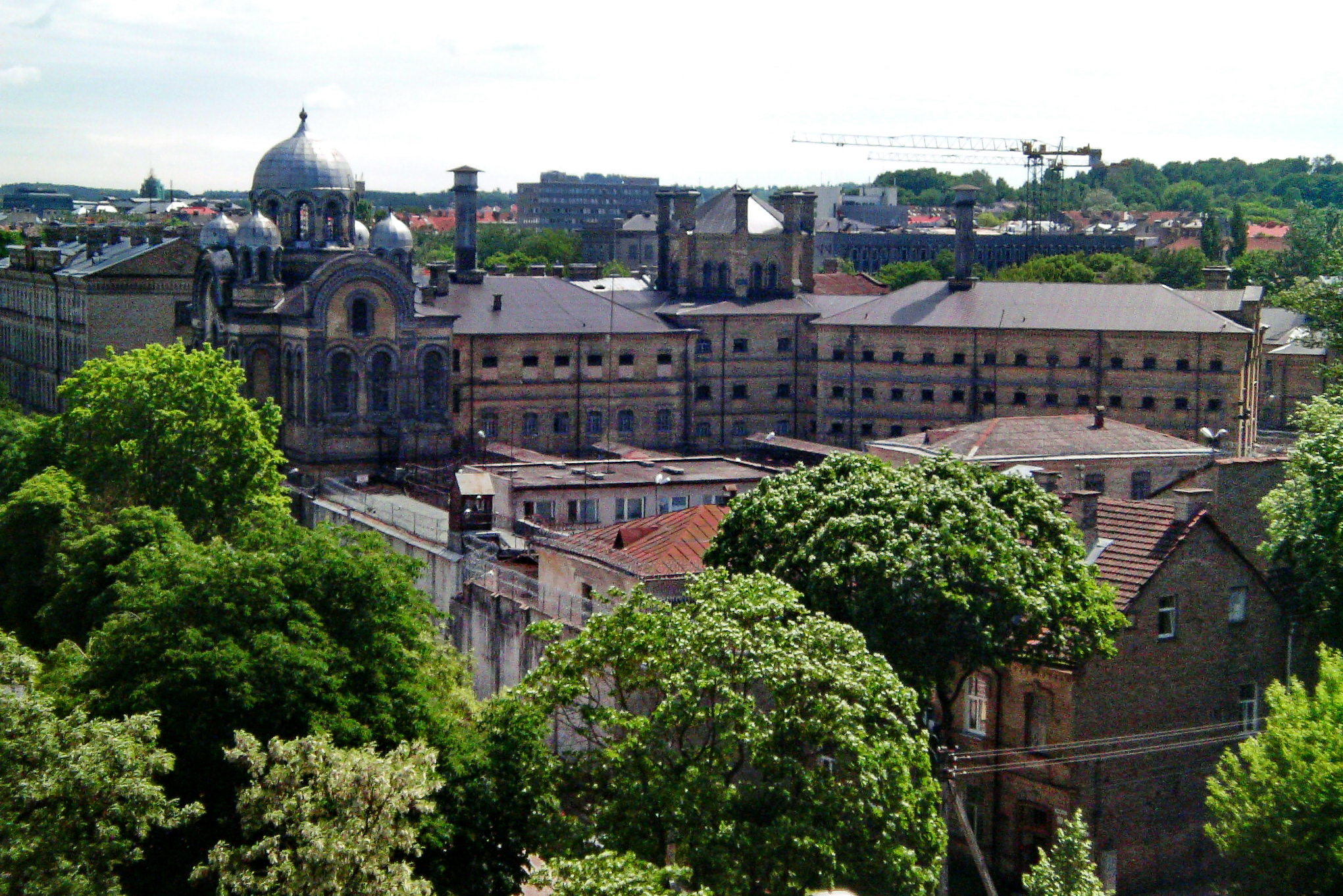
Lukiškės-Gefängnis

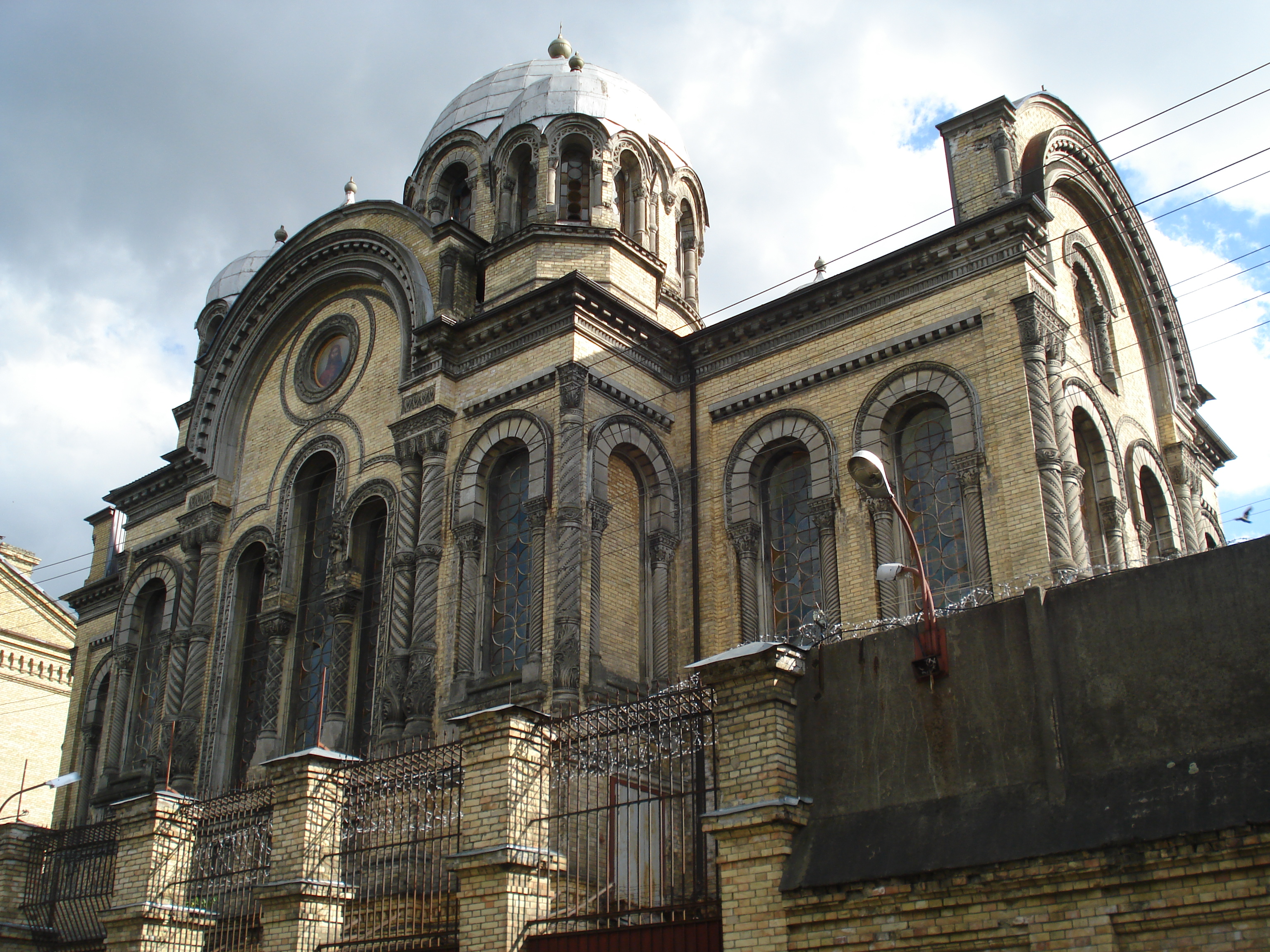
Kirche

Das Lukiškės-Gefängnis (lit. Lukiškių kalėjimas, offiz. Lukiškių tardymo izoliatorius-kalėjimas; LTIK) war ein Gefängnis im Zentrum von Vilnius, Litauen, nicht weit vom Lukiškės-Platz. 2007 gab es etwa 1000 Gefangene und ungefähr 250 Gefängnisangestellte. Am 2. Juli 2019 wurde das Gefängnis offiziell geschlossen.

## Geschichte
Der Gefängnisbau wurde 1904 eingeweiht. Projektautor war Architekt G. Trambickis. Das technische Projekt entwarf Ingenieur K. Kelčevskis. 1905 baute man die orthodoxe St.-Mikolaj-Kirche.
Im Juni 1941, während der deutschen Invasion der Sowjetunion, wurden hier Gefangene durch den NKWD erschossen.
Während der folgenden nationalsozialistischen Besetzung Litauens wurden hier Tausende von Juden aus dem Ghetto Wilna sowie Polen von der Gestapo und der litauischen Sicherheitspolizei „Saugmas“ gefangengehalten. Die meisten von ihnen wurden im Wald von Ponary erschossen. Bei der Rückeroberung durch sowjetische Truppen im Jahre 1944 kam das Gefängnis zurück an den NKWD, der hier Tausende polnischer Aktivisten und Mitglieder der Polnischen Heimatarmee gefangen hielt.
Am 2. Juli 2019 wurde das Gefängnis offiziell geschlossen. Es steht seitdem für Besichtigungen offen und wird als Eventlokation genutzt.

## Bekannte Gefangene
- Viktoras Ašmenskas (1912–2016), litauischer Sportpilot
- Menachem Begin (1913–1992), israelischer Premierminister
- Mykolas Biržiška (1882–1962), litauischer Jurist und Politiker, Mitglied des Seimas, Professor und Rektor der Vilniaus universitetas
- Bertrand Cantat (* 1964), französischer Sänger
- Petras Gražulis (* 1958), litauischer Politiker, Seimas-Mitglied
- Petras Klimas (1891–1969), litauischer Jurist und Politiker, Minister und Vizeminister, Diplomat (Botschafter)
- Darjuš und Kšyštof Lavrinovič (* 1979), litauische Basketballspieler[2]
- Sonia Madejsker (1914–1944), jüdische Partisanin
- Antanas Terleckas (1928–2023), litauischer Dissident